# Celatoblatta fuscipes
Celatoblatta fuscipes är en kackerlacksart som beskrevs av Johns 1966. Celatoblatta fuscipes ingår i släktet Celatoblatta och familjen storkackerlackor. Inga underarter finns listade i Catalogue of Life.